# ألفرد غرونبيرغ
ألفرد غرونبيرغ (بالألمانية: Alfred Grünberg)‏ هو مقاوم وسياسي ألماني، ولد في 18 فبراير 1901 بماغديبورغ في ألمانيا، وتوفي في 21 مايو 1942 في ألمانيا بسبب شنق. حزبياً، نشط في الحزب الشيوعي في ألمانيا.